# ポリーナ・グリエワ
ポリーナ・グリエワ（Polina Gurýewa、ロシア語: Полина Гурьева、1999年10月5日 - ）は、トルクメニスタンのウエイトリフティング選手。アシガバート出身。
2021年の東京オリンピックのウエイトリフティング女子59kg級に出場し、銀メダルを獲得した。これは、トルクメニスタン史上初のオリンピックでのメダル獲得であった。

## 主な戦績
| 年   | 大会                             | 開催地       | 種目                    | 順位   | 記録     | 備考 |
| ---- | -------------------------------- | ------------ | ----------------------- | ------ | -------- | ---- |
| 2017 | イスラム諸国連合競技大会         | バクー       | 63kg級                  | 優勝   | 193      |      |
| 2019 | ウエイトリフティング世界選手権   | パッタヤー   | 64kg級スナッチ          | 29位   | 88       |      |
| 2019 | ウエイトリフティング世界選手権   | パッタヤー   | 64kg級クリーン&ジャーク | 30位   | 110      |      |
| 2019 | ウエイトリフティング世界選手権   | パッタヤー   | 64kg級トータル          | 28位   | 198      |      |
| 2021 | アジアウエイトリフティング選手権 | タシュケント | 59kg級スナッチ          | 4位    | 94       |      |
| 2021 | アジアウエイトリフティング選手権 | タシュケント | 59kg級クリーン&ジャーク | 4位    | 117      |      |
| 2021 | アジアウエイトリフティング選手権 | タシュケント | 59kg級トータル          | 4位    | 211      |      |
| 2021 | オリンピック                     | 東京         | 59kg級                  | 準優勝 | 217      |      |
| 2021 | ウエイトリフティング世界選手権   | タシュケント | 59kg級スナッチ          |        | 記録なし |      |
| 2021 | ウエイトリフティング世界選手権   | タシュケント | 59kg級クリーン&ジャーク |        | 記録なし |      |
| 2021 | ウエイトリフティング世界選手権   | タシュケント | 59kg級トータル          |        | 記録なし |      |